# IC 2037
IC 2037 ist eine Spiralgalaxie vom Hubble-Typ Sb im Sternbild Reticulum am Südsternhimmel. Sie ist schätzungsweise 364 Millionen Lichtjahre von der Milchstraße entfernt und hat einen Durchmesser von etwa 175.000 Lj.
Das Objekt wurde am 8. Dezember 1899 von DeLisle Stewart entdeckt.